# 普罗皮来门 (慕尼黑)
普罗皮来门（德语：Propyläen)是德国慕尼黑的一个城门,位于 国王广场西侧。

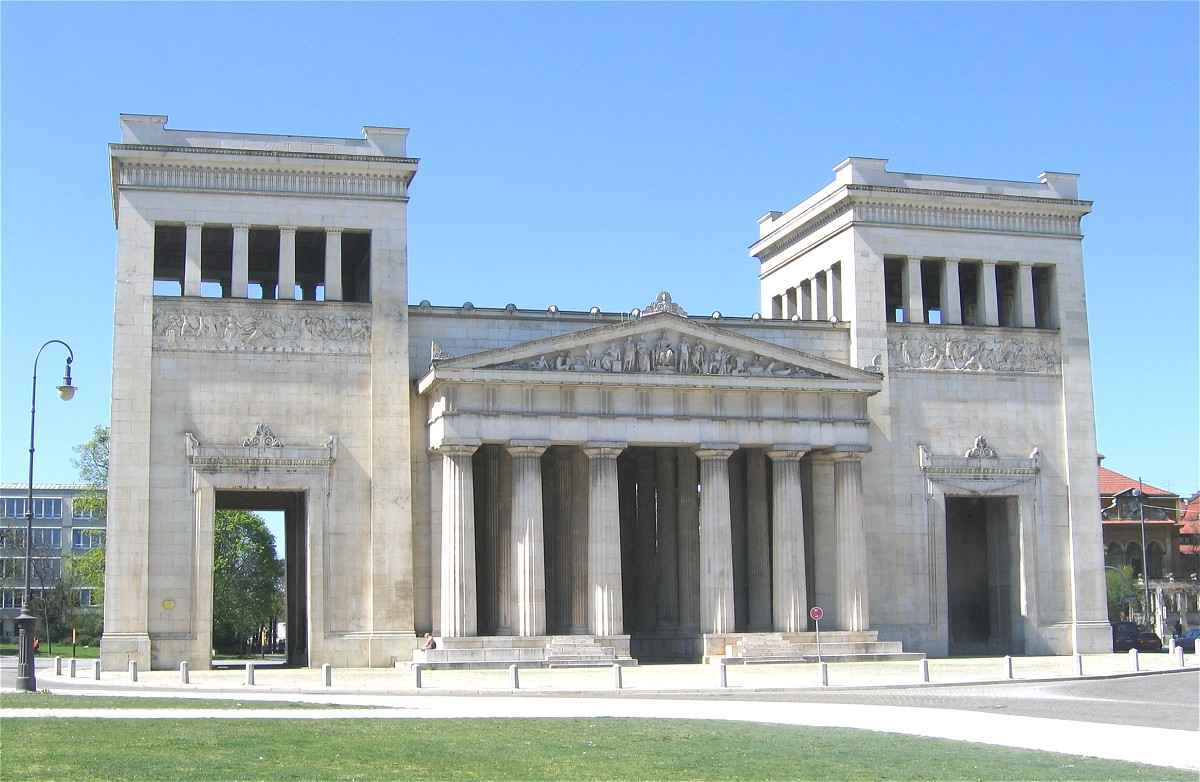

## 历史
该建筑采用多立克柱式，由莱奥·冯·克伦泽完成于1862年，模仿了雅典卫城宏伟的山门（普罗皮来门）。大门是为纪念路德维希一世的儿子奥托一世的希腊王位而建立的。 

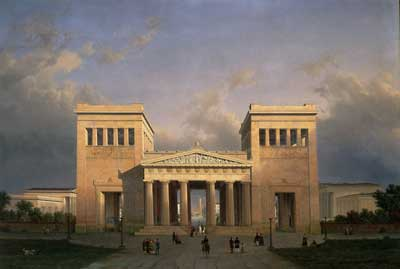

早在1816年，普罗皮来门就处于早期规划阶段，但是到建造令签署过去了30年。克伦泽画了计划中的普罗皮来门的图片，以促进该项目。在路德维希一世国王于1848年辞职后，该项目受到质疑，因为那时慕尼黑不再需要城门。最后，路德维希一世用他的私人财产资助建造该建筑，作为希腊和巴伐利亚之间友谊的象征，以及希腊独立战争的纪念碑。
普罗皮来门落成不久，在1862年奥托国王访问伯罗奔尼撒期间，希腊发生了政变，临时政府成立，召集国民会议。奥托国王被迫辞去希腊王位。列强的大使们敦促国王奥托不要反抗，国王和王后进入英国军舰避难，并返回巴伐利亚。可以这么说，普罗皮来门也是维特尔斯巴赫王朝失败的“第二继承人”的纪念碑。

## 建筑

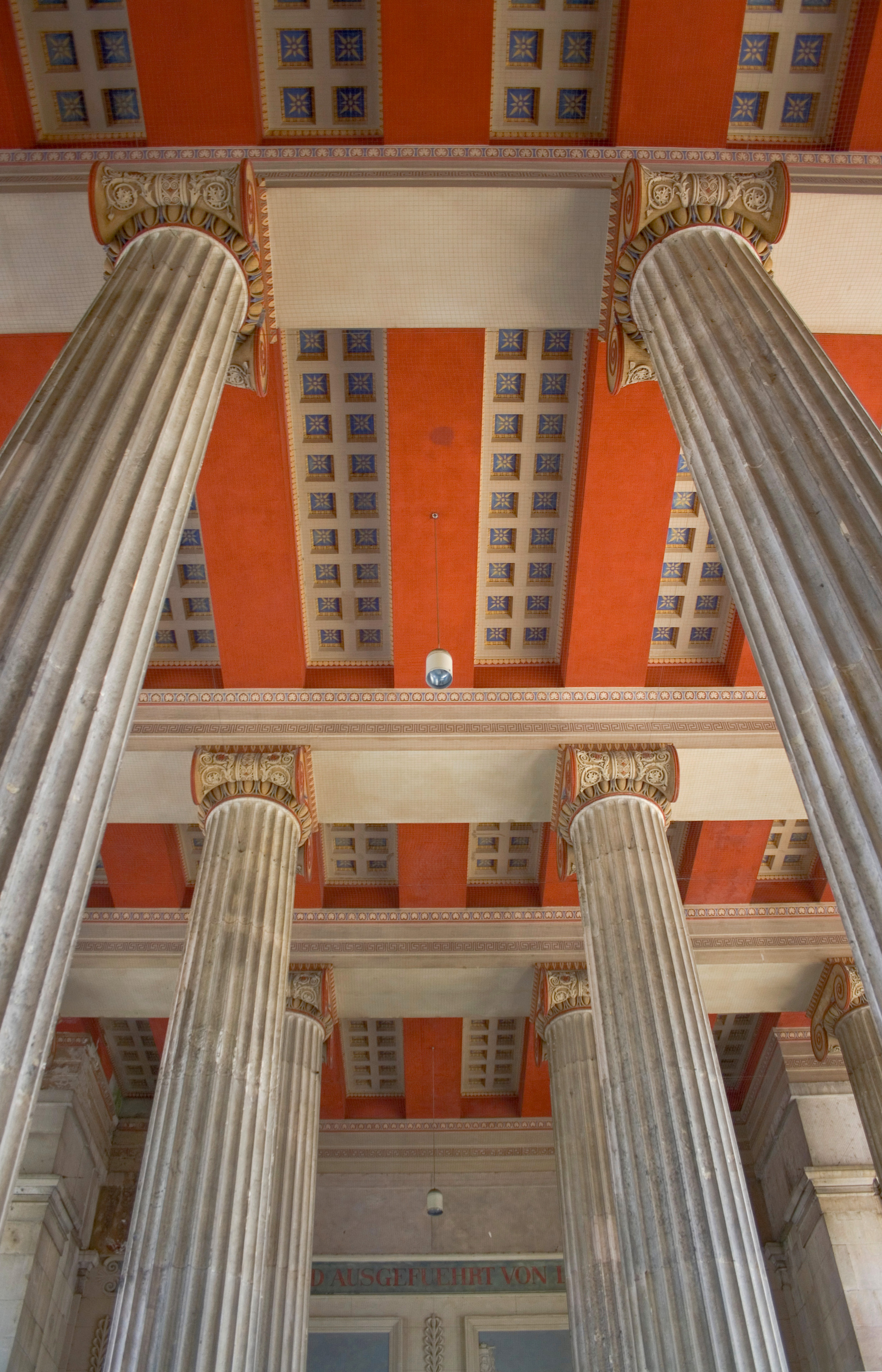

大门两边的塔楼都非常宏伟，楼上设有开放式房间，下层开有大门，用于货运。普罗皮来门中间的纪念性大门，为马车和汽车预留。
虽然外部呈现为多立克柱式，但建筑内部由爱奥尼柱式柱子支撑。浮雕和雕塑由路德维希·迈克尔·施瓦索尔勒创作，纪念奥托一世和希腊独立战争。